# Vijay Varma
Vijay Varma (Haiderabad, 29 maart 1986) is een Indiaas acteur die voornamelijk in Hinditalige televisieseries en films speelt.

## Biografie
Varma begon zijn carrière in het theater in zijn geboorteplaats Haiderabad. Hij werkte in talloze toneelstukken voordat hij besloot voor twee jaar naar Pune te verhuizen om een acteeropleiding te volgen bij FTII. Nadat hij zijn opleiding had afgerond vertrok hij naar Mumbai op zoek naar acteerwerk. Zijn eerste rol was in de korte film Shor (2008) die veel geprezen werd op festivals en dat jaar de beste korte film won op het MIAAC-festival in New York. Hij werkte ook in de veelgeprezen film Pink (2016). Daarna volgden bijrollen in Middle Class Abbayi (2017), Gully Boy (2019) en Baaghi 3 (2020). Varma speelde sindsdien in verschillende webseries, waaronder Mirzapur (2020-heden), Dahaad (2023) en IC 814: The Kandahar Hijack (2024).

## Filmografie

### Films
| Jaar | Film                | Rol                | Opmerking             |
| ---- | ------------------- | ------------------ | --------------------- |
| 2008 | Shor                | Ramesh             | korte film            |
| 2012 | Chittagong          | oudere Jhunku      |                       |
| 2013 | Rangrezz            | Pakkya             |                       |
| 2014 | Gang of Ghosts      | Robin Hoodda       |                       |
| 2016 | Pink                | Ankit Malhotra     |                       |
| 2017 | Monsoon Shootout    | Aditya             |                       |
| 2017 | Raag Desh           | Jamal Kidwai       |                       |
| 2017 | Middle Class Abbayi | Siva Shakti        | Telugu film           |
| 2018 | Manto               | Ansaar Shabnam Dil |                       |
| 2019 | Gully Boy           | Moeen Arif         |                       |
| 2019 | Super 30            | Fugga Kumar        | gastoptreden          |
| 2020 | Ghost Stories       | Guddu              | Zoya Akhtar's verhaal |
| 2020 | Baaghi 3            | Akhtar Lahori      |                       |
| 2020 | Bamfaad             | Jigar Fareedi      |                       |
| 2020 | Yaara               | Rizwan Sheikh      |                       |
| 2022 | Hurdang             | Loha Singh         |                       |
| 2022 | Darlings            | Hamza Shaikh       |                       |
| 2023 | Lust Stories 2      | Vijay Chauhan      | verhaal: Sex With Ex  |
| 2023 | Jaane Jaan          | Karan Anand        |                       |
| 2024 | Murder Mubarak      | Aakash Dogra       |                       |

### Televisie en Webseries
| Jaar       | Serie                        | Rol                            | Platform        |
| ---------- | ---------------------------- | ------------------------------ | --------------- |
| 2018       | Cheers-Friends, Reunion, Goa | Ciggy                          | YouTube         |
| 2020       | A Suitable Boy               | Rasheed                        | BBC One         |
| 2020       | She                          | Sasya                          | Netflix         |
| 2020–heden | Mirzapur                     | Bharat Tyagi/ Shatrughan Tyagi | Prime Video     |
| 2021       | OK Computer                  | Saajan Kund                    | Disney+ Hotstar |
| 2023       | Dahaad                       | Anand Swarnakar                | Prime Video     |
| 2023       | Kaalkoot                     | Ravi Shankar Tripathi          | JioCinema       |
| 2024       | IC 814: The Kandahar Hijack  | Sharan Dev                     | Netflix         |